# Volcanic Tablelands

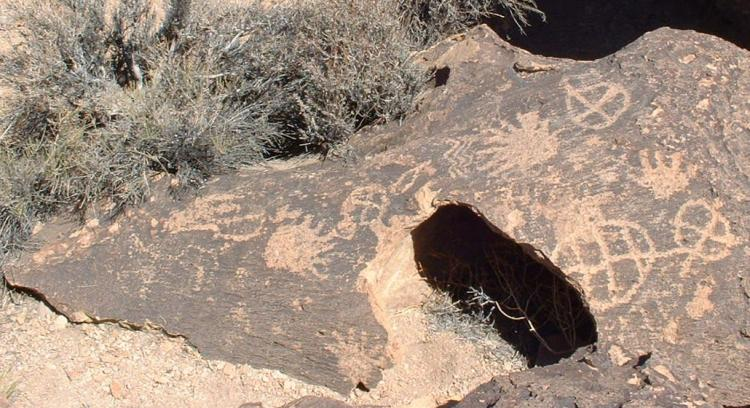
Paiute-Petroglyphen in den Tablelands

Die Volcanic Tablelands sind eine Landschaft des oberen Owens Valleys im Osten des US-Bundesstaates Kalifornien, nahe Bishop. Sie entstand durch Erosion aus vulkanischen Aschen, die von Eruptionen der nordwestlich anschließenden Long Valley Caldera ausgestoßen wurden.
Die Region ist geprägt durch sanfte Kuppen, in denen Felsblöcke aus stärker verdichtetem Gestein liegen. Aufgrund der klimatischen Bedingungen und dem sehr wasserdurchlässigen Boden herrscht eine nur dünne Vegetation der Halbwüste vor.
In prähistorischer und historischer Zeit siedelten in den Volcanic Tablelands Gruppen der südlichen Paiute-Indianer. Sie hinterließen an vielen Felswänden Petroglyphen, Ritzzeichnungen ritueller Natur.
Nahezu das gesamte Gebiet ist im Besitz der US-Bundesregierung und wird durch das Bureau of Land Management verwaltet. Dieses unterhält an der Zufahrtsstraße eine kleine Besucherkontaktstelle, die über Freizeitnutzungen in den Tablelands informiert. Neben Wandern und Mountainbiking stehen Klettern und Bouldern an den Feldblöcken im Vordergrund. Etablierte Sandpisten können auch mit Quads befahren werden.